# U-Bahnhof Leopoldstraße
Der U-Bahnhof Leopoldstraße (Seit Januar 2024 Leopoldstraße/Dietrich-Keuning-Haus genannt) ist ein U-Bahnhof der Stadtbahn Dortmund. Er wurde im Sommer 1984 mit Inbetriebnahme der ersten Stammstrecke eröffnet.

## Lage
Der U-Bahnhof befindet sich im Norden der Dortmunder Innenstadt und erschließt den Bürgergarten sowie den Dietrich-Keuning-Park.
Der Turmbahnhof hat insgesamt drei Ebenen. Im Erdgeschoss befindet sich die Verteilerebene.
Im ersten Untergeschoss befinden sich drei Gleise, davon zwei an einem Mittelbahnsteig für die Züge Richtung Hauptbahnhof sowie eins an einem Seitenbahnsteig für die Züge Richtung Fredenbaum bzw. Brambauer.
Im zweiten Untergeschoss befindet sich ein weiteres Gleis an einem Seitenbahnsteig für die Züge Richtung Hafen bzw. Westerfilde.
Beide Untergeschosse können von der Verteilerebene aus sowohl mit Rolltreppen als auch Aufzügen erreicht werden, sodass der Bahnhof barrierefrei ist.

## Linien
Der Bahnhof wird ganztägig von den Linien U41 und U47 bedient. Zusätzlich bedient die U45 von Montag bis Samstag sowie die U49 von Montag bis Freitag beide zur Hauptverkehrszeit ebenfalls den Bahnhof.
| Linie | Linienverlauf | Takt                      |
| ----- | --- | ------------------------- |
| U 41  | Brambauer Verkehrshof1 – Brambauer Krankenhaus – Lünen, Herrentheystraße – Dortmund, Oetringhauser Straße – Brechten Zentrum2 – Wittichstraße – Maienweg – Waldesruh – Grävingholz – Externberg – Amtsstraße – Zeche Minister Stein – Güterstraße – Fredenbaum – Immermannstraße/Klinikzentrum Nord – Lortzingstraße – U Münsterstraße – U Leopoldstraße – U Dortmund Hbf – U Kampstraße – U Stadtgarten – U DO-Stadthaus – U Markgrafenstraße – U Märkische Straße – U Karl-Liebknecht-Straße – U Willem-van-Vloten-Straße – U DO-Hörde, Bahnhof – U Dortmund, Clarenberg3 Diese Linie verkehrt auf der Stammstrecke I | 20 min (1–2) 10 min (2–3) |
| U 45  | ( Dortmund, Fredenbaum – Immermannstraße/Klinikzentrum Nord – Lortzingstraße – U Münsterstraße – U Leopoldstraße – ) U Dortmund Hbf – U Kampstraße – U Stadtgarten – U DO-Stadthaus – U Markgrafenstraße – U Westfalenpark – Remydamm – U Westfalenhallen Diese Linie verkehrt auf der Stammstrecke I. Während der HVZ wird die Linie bis zur Haltestelle Fredenbaum verlängert. Bei Veranstaltungen wird sie ab dem/bis zum Haltepunkt Stadion eingesetzt; ab Westfalenhallen verkehrt sie weiter als U46 in Richtung Brunnenstraße.                                                                                   | 10 min                    |
| U 47  | DO-Westerfilde – Obernette – Buschstraße – Parsevalstraße – Huckarde Bushof – Huckarde Abzweig – Insterburger Straße – Hafen – U Schützenstraße – U Leopoldstraße – U Dortmund Hbf – U Kampstraße – U Stadtgarten – U DO-Stadthaus – U Markgrafenstraße – U Märkische Straße – Kohlgartenstraße – Voßkuhle – Lübkestraße – Max-Eyth-Straße – Stadtkrone Ost – Hauptfriedhof – Allerstraße/Westfälische Klinik für Psychiatrie – Westendorfstraße – Schürbankstraße – DO-Aplerbeck Diese Linie verkehrt auf der Stammstrecke I                                                                                           | 10 min                    |
| U 49  | ( Dortmund, Hafen – U Schützenstraße – U Leopoldstraße – ) U Dortmund Hbf – U Kampstraße – U Stadtgarten – U DO-Stadthaus – U Markgrafenstraße – U Westfalenpark – Rombergpark – DO-Hacheney Diese Linie verkehrt auf der Stammstrecke I. Während der HVZ an Schultagen wird die Linie bis zur Haltestelle Hafen verlängert | 10 min                    |